# Omar Sultan Al Olama
Pour les articles homonymes, voir Olama (homonymie).
Omar Sultan Al Olama (en arabe : عمر سلطان العلماء) est un homme politique émirati né en 1990. Il est Ministre de l'Intelligence artificielle, de l'Économie numérique et des Applications de télétravail depuis 2017. Il est le premier homme politique au monde à occuper un ministère dédié à l'intelligence artificielle. 

## Biographie
Omar Sultan Al Olama naît en 1990. Il étudie à l'American University in Dubai (en) où il obtient un bachelor of business administration en 2011,, ainsi qu'à l'American University of Sharjah (en) où il décroche un diplôme en gestion de projet.
Au cours de sa carrière, il travaille au sein du cabinet du Premier ministre émirati, y devenant directeur adjoint du développement. Il devient également directeur du World Government Summit à Dubaï. 
Le 19 octobre 2017, à l'occasion d'un remaniement gouvernemental, il est nommé au poste nouvellement créé de Ministre de l'Intelligence artificielle, avec rang de ministre d’État, par le vice-président émirati Mohammed ben Rachid Al Maktoum. Omar Sultan Al Olama devient ainsi, à l'âge de 27 ans, le premier à occuper cette fonction, que ce soit aux Émirats arabes unis ou dans le monde. 
À ce poste, il a notamment pour mission d'implémenter l'usage de l'intelligence artificielle (IA) dans 9 secteurs, dont la santé, les transports, l'environnement ou encore l'éducation. Cette nomination fait directement suite à la mise en place d'une nouvelle stratégie pour l'IA annoncée quelques jours plus tôt par Mohammed ben Rachid Al Maktoum. Ce dernier déclare d'ailleurs, après la nomination du nouveau ministre : « Nous voulons faire des Émirats arabes unis le pays le mieux préparé au monde dans le domaine de l'intelligence artificielle »,.
En tant que ministre, Omar Sultan Al Olama lance plusieurs initiatives, dont l'« AI Camp », un programme destiné à former les jeunes à l'usage de l'intelligence artificielle de la primaire à l'université, ou encore un partenariat avec l'université d'Oxford afin de former les agents gouvernementaux.
En juillet 2020, les domaines de l'Économie numérique et des Applications de télétravail sont ajoutés à l'intitulé de son ministère lors d'un nouveau remaniement.